# Jugendkirche Wien
Die Jugendkirche Wien war ein Projekt der Katholischen Jugend der Erzdiözese Wien und die erste Jugendkirche in Österreich. Sie wurde am 9. Oktober 2005 durch den katholischen Wiener Erzbischof Christoph Kardinal Schönborn in der Pfarrkirche St. Florian im Rahmen eines find•fight•follow-Gottesdienstes feierlich eröffnet. Im Juni 2016 wurde das Projekt aus finanziellen und organisatorischen Gründen eingestellt.

## Geschichte

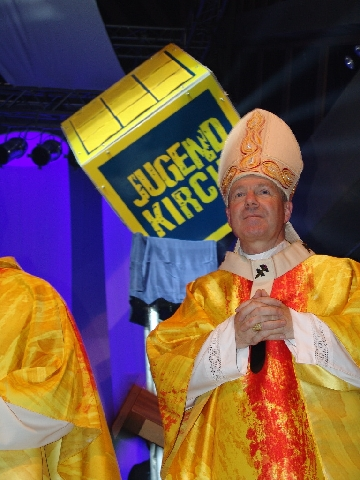
Kardinal Schönborn beim Eröffnungsgottesdienst (9. Oktober 2005)

Die Wurzeln des Projekts einer eigenen Wiener Jugendkirche reichen ins Jahr 2001, als im Rahmen der Vorbereitungen des „Großstadtsymposiums“ der Erzdiözese Wien Überlegungen zu einer erneuerten kirchlichen Jugendpastoral im Kontext der Großstadt angestellt wurden. Vertreter der Katholischen Jugend der Erzdiözese Wien wurden auf Jugendkirchen-Projekte in Deutschland (insbesondere auf die kurz zuvor in Oberhausen eröffnete Jugendkirche Tabgha) aufmerksam und begannen in enger Zusammenarbeit mit dem Institut für Praktische Theologie der Katholisch-theologischen Fakultät der Universität Wien damit, ein Konzept für eine Jugendkirche zu erarbeiten.
2004 wurde der Jugendseelsorger des Vikariats Wien-Stadt Gregor Jansen mit der weiteren Konzeptentwicklung und der Suche nach einem geeigneten Standort beauftragt. Nachdem anfangs die Minoritenkirche im 1. Wiener Gemeindebezirk als Jugendkirche ausgewählt wurde, sich die Eigentümer der Kirche aber nicht mit dem Konzept anfreunden konnten, war die Jugendkirche Wien ab 2005 in der Pfarre St. Florian in Wien-Margareten beheimatet. Von Juni 2010 bis zur Schließung 2016 war Birgit Hager Projektleiterin der Jugendkirche. Im Juni 2015 gab der Diözesanvorstand der Katholischen Jugend Wien bekannt, das Projekt Jugendkirche Wien mit 31. August 2016 aus finanziellen Gründen nach zehn Jahren zu beenden. Diese Maßnahme wurde einstimmig im Diözesanvorstand beschlossen.

## Konzept
Das Angebot der Jugendkirche umfasste neben den sonntäglichen Jugendgottesdiensten „come2stay“ ein umfangreiches Programm an kontinuierlichen bzw. temporären Projekten.
Gemäß dem Konzept der Jugendkirche Wien stellt ihr Angebot keine Konkurrenz zu bestehenden Angeboten der kirchlichen Jugendarbeit dar, sondern will diese ergänzen und insbesondere Jugendliche ansprechen, die andere kirchliche Angeboten nicht nutzen: „Ausgehend von der Beobachtung, dass viele Jugendliche aus den unterschiedlichsten Gründen keinen Zugang zu kirchlichen Angeboten finden, bietet die Jugendkirche einladende und niederschwellige Formen, den Glauben und die Gemeinschaft von Glaubenden kennen zu lernen. Hier können Glaube und Kirche von Jugendlichen als interessant und lebensrelevant wahrgenommen werden, auch gegen gesellschaftliche Vorurteile und eventuelle negative persönliche Erfahrungen. Angesichts einer zunehmenden Bedeutungslosigkeit kirchlicher Angebote und Formen für junge Menschen hat die Jugendkirche eine klar missionarische Dimension, Jugendlichen heute das Evangelium zu bringen und sie auf der Suche nach Sinn und Deutung des eigenen Lebens zu begleiten“.

## Gebäude

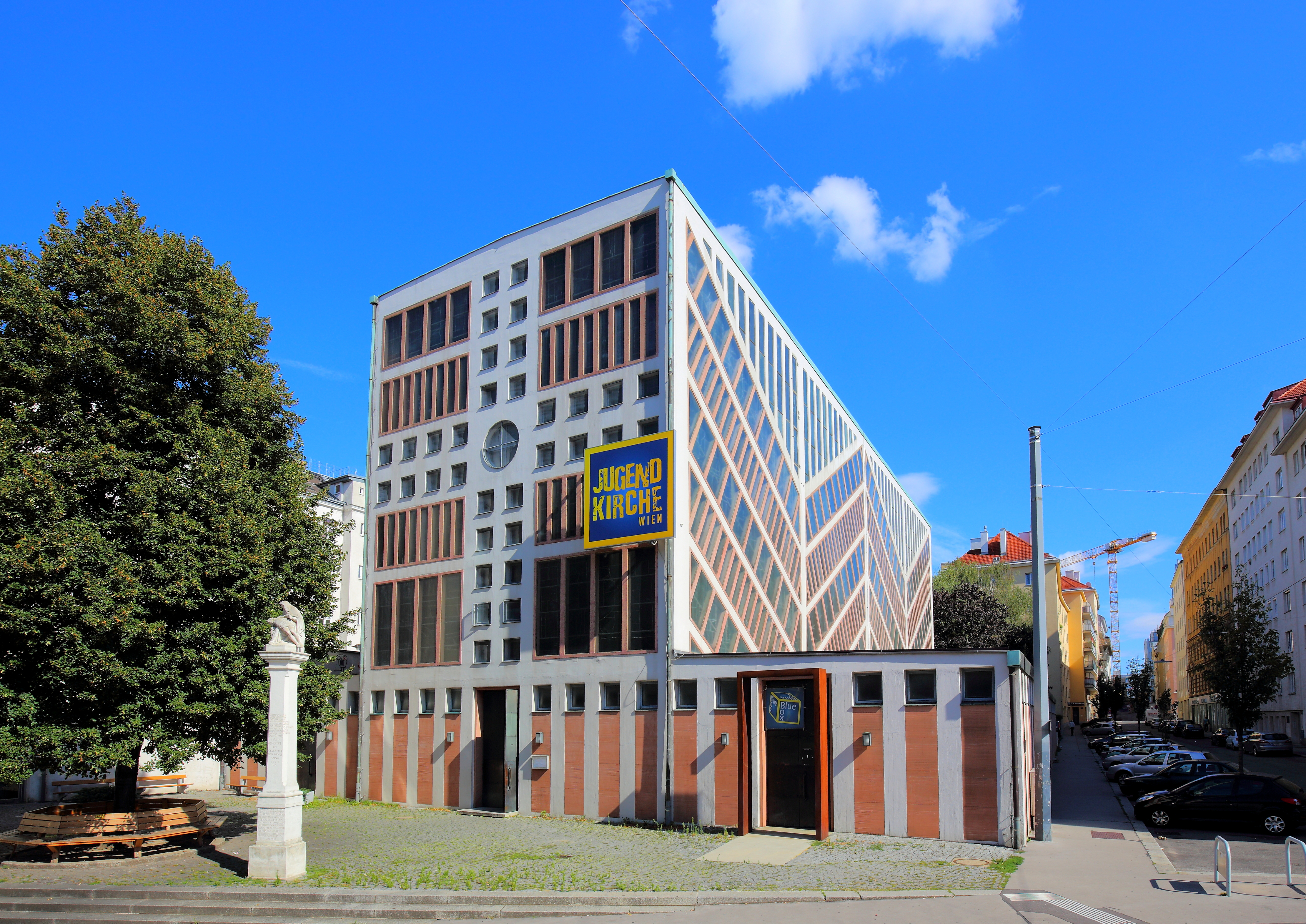
Jugendkirche Wien, Außenansicht

Die 1961–63 nach Plänen von Rudolf Schwarz erbaute Pfarrkirche St. Florian wurde 2007/08 für die Erfordernisse der Jugendkirche adaptiert (Umbau der Heizung, Einbau einer neuen Licht- und Tonanlage, Grundausstattung an Bühnentechnik, Neugestaltung des rechten Seiteneingangsbereichs). Im rechten Seitenschiff der Kirche wurde im Oktober 2007 die BlueBox eröffnet, ein „Jugendraum in der Kirche“.

## Kuratorium

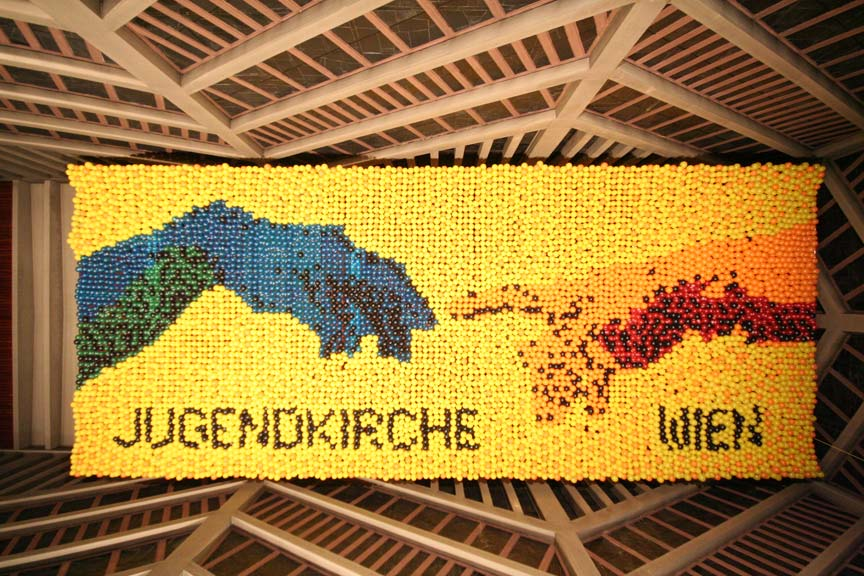
Weltrekord in der Jugendkirche Wien: Ein Bild aus Luftballons als „Deckenfresko“ (11. November 2007)

Seit 2007 besteht das „Kuratorium Jugendkirche“, ein Zusammenschluss von Persönlichkeiten aus Wirtschaft, Politik und Kirche, die die Arbeit der Jugendkirche Wien ideell und finanziell unterstützen.